# دوشتی
دوشتی (به گرجی: დუშეთი) شهری در استان متسختا-متیانتی گرجستان است. جمعیت این شهر طبق سرشماری سال ۲۰۰۹ میلادی ۷٬۱۰۰ نفر بوده‌است.

## نگارخانه

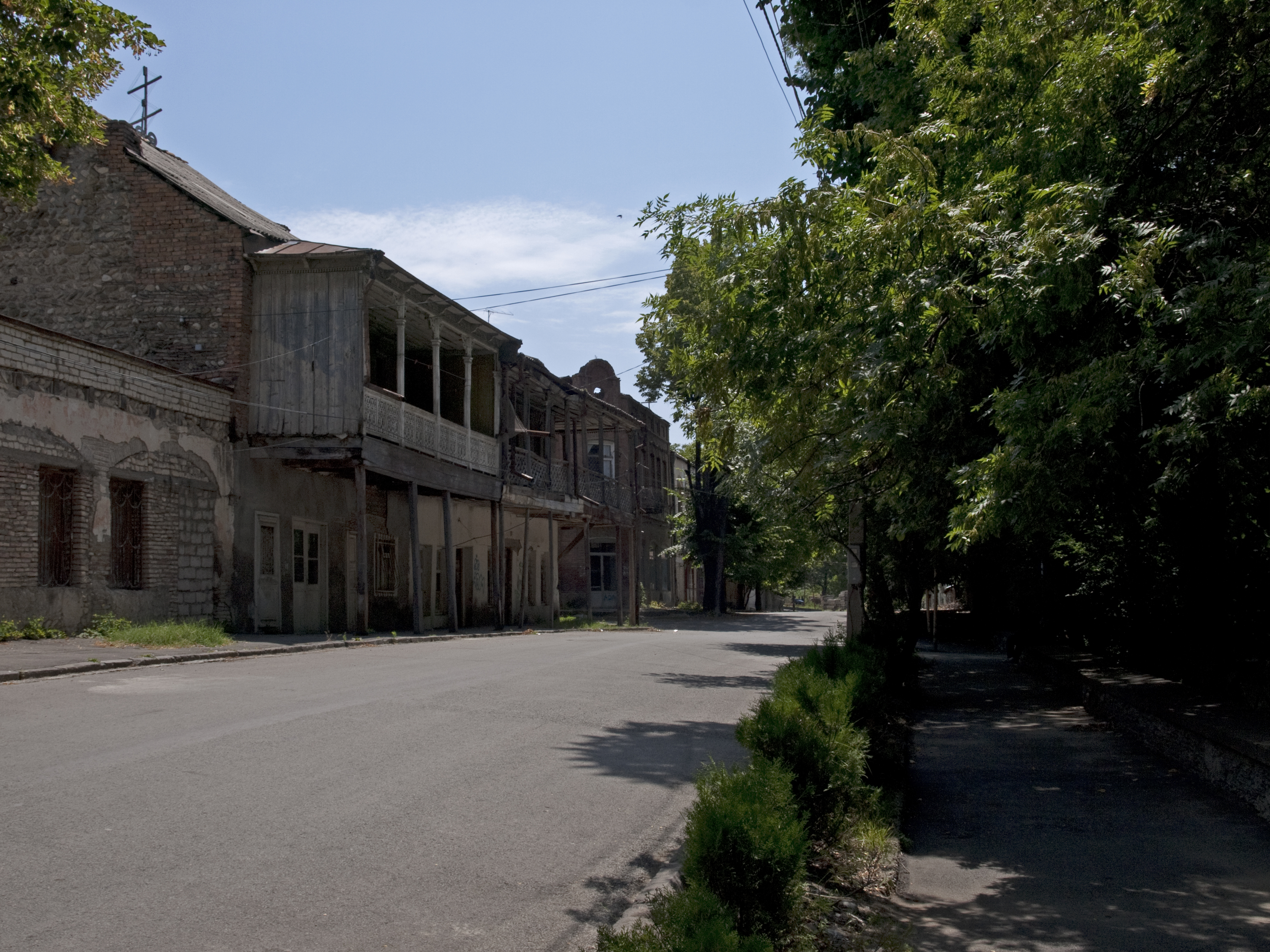
نمایی از بافت قدیمی دوشتی